# Swami Paramananda

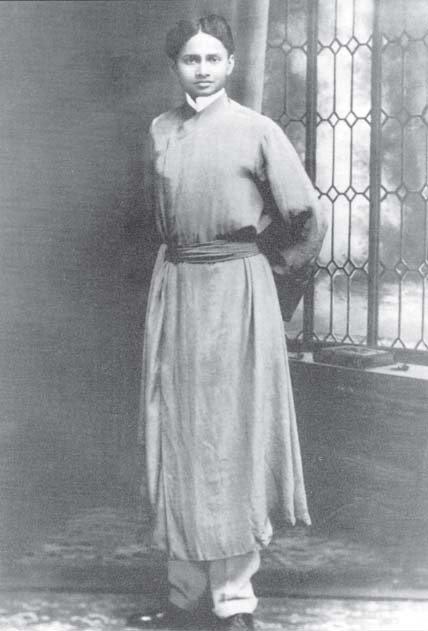
swami Paramananda (ca. 1910)

Swami Paramananda, geboren als Suresh Chandra Guhathakurta (Oost-Bengalen (tegenwoordig Bangladesh), 15 februari 1884 - 21 juni 1940) was een spirituele leider uit India.
Net voor zijn 18de verjaardag werd hij als sannyasin (monnik) gewijd in de orde van swami Ramakrishna, die hij zelf niet heeft gekend. Hij was wel een persoonlijke discipel van twee volgelingen van Ramakrishna van het eerste uur: swami Vivekananda en swami Ramakrishnananda. Uiteindelijk werd hij naar Amerika gestuurd om de Vedantaleer te verspreiden. Hij predikte gelijkheid tussen man en vrouw. In de Verenigde Staten stichtte hij kloostergemeenschappen voor vrouwen, die hij onder leiding plaatste van zijn eerste Amerikaanse discipel, zuster Devamata (1867-1942).

## Door Swami Paramananda opgerichte centra
- 1909 Vedanta Center in Boston, Massachusetts.
- 1923 Ananda Ashrama in La Crescenta, aan de voet van de San Gabriel Mountains in Zuid Californië.
- 1929 Ananda Ashrama in Cohasset (Massachusetts).

## Gepubliceerde werken
- Creative Power of Silence
- Reincarnation and Immortality
- Self-Mastery
- Concentration and Meditation
- Spiritual Healing
- Faith as a Constructing Force
- The Power of Thought

Daarnaast schreef hij een reeks dichtbundels.
- Bibliothèque nationale de France: cb11296054w (data)
- Gemeinsame Normdatei: 118145266
- International Standard Name Identifier: 0000 0000 8357 240X
- Library of Congress Control Number: n85093687
- Nationale Bibliotheek van Letland: 000223257
- Nationale Bibliotheek van Israël: 987007272613205171
- Virtual International Authority File: 12354791
- WorldCat: E39PBJy8pMWmVxDMvvTbVwhJXd